# Павшенцев Олександр Юрійович
Олександр Юрійович Павшенцев (нар. 5 грудня 1944, місто Тбілісі, тепер Грузія) — радянський грузинський партійний діяч, 2-й секретар ЦК КП Грузії. Депутат Верховної ради Грузинської РСР (Грузії) 11—12-го скликань. Член ЦК КПРС у 1990—1991 роках. 

## Життєпис
У 1967 році закінчив Грузинський політехнічний інститут.
У 1967—1971 роках — інженер інституту «Груздержпроєкт», старший інженер інституту «Тбілгідропроєкт» Грузинської РСР.
Член КПРС з 1971 року.
У 1972—1974 роках — старший інженер групи радянських спеціалістів-будівельників у Республіці Куба.
У 1974—1975 роках — старший інженер інституту «Тбілгідропроєкт» Грузинської РСР.
У 1975—1980 роках — інструктор, заступник завідувача відділу, завідувач відділу Тбіліського міського комітету КП Грузії.
У 1980—1983 роках — заступник завідувача, 1-й заступник завідувача відділу будівництва та міського господарства ЦК КП Грузії.
У 1983—1986 роках — 1-й секретар районного комітету імені 26 комісарів КП Грузії міста Тбілісі.
У 1986—1989 роках — секретар Тбіліського міського комітету КП Грузії; заступник завідувача соціально-економічного відділу ЦК КП Грузії.
У 1987 році закінчив Бакинську Вищу партійну школу.
17 червня 1989 — 8 грудня 1990 року — 2-й секретар ЦК КП Грузії.
Потім переїхав до Російської Федерації. З 2009 року — заступник генерального директора «Союзу соціальної справедливості Росії».